# خولیا کودسیدو
خولیا مانوئلا کودسیدو استنوس (۵ اوت ۱۸۸۳، لیما – ۸ مه ۱۹۷۹، لیما) یک نقاش پرویی بود و به‌عنوان یکی از برجسته‌ترین نمایندگان هنرهای تجسمی پرو، که به نام «ایندیخنیسمو» شناخته می‌شود، شهرت داشت.

## زندگی
خولیا کودسیدو در ۵ اوت ۱۸۸۳ در لیما دیده به جهان گشود. والدین او، برناردینو کودسیدو اویاکه، حقوقدان و دیپلمات، و ماتیلده استنوس کارنیو، اصالتاً از شمال پرو بودند.کودکی خود را در کنار خواهر بزرگ‌ترش، ماتیلده، و برادر کوچک‌ترش، برناردینو خوزه، سپری کرد. تحصیلات ابتدایی‌اش را در کالج سن پدرو، واقع در مرکز لیما، آغاز نمود و در سال ۱۸۹۹ با موفقیت به پایان رساند.
خولیا کودسیدو در هفده‌سالگی همراه با خانواده‌اش به اروپا سفر کرد و از کشورهای سوئیس، اسپانیا، انگلستان و فرانسه بازدید کرد. دو کشور آخر به دلیل انتصاب پدرش به‌عنوان کنسول پرو مقصد این سفر قرار گرفتند. اقامت او در اروپا که با دوره معروف به «دوران زیبا» مصادف بود، نخستین گرایش‌های او به هنر را شکل داد.
خولیا نخستین آموزش رسمی هنری خود را در کارگاه تئوفیلو کاستیلو در «کویینتا هیرن» دریافت کرد، جایی که به مدت سه ماه به‌عنوان کارآموز فعالیت داشت.
تا سال ۱۹۱۹، خولیا کودسیدو در مدرسه ملی هنرهای زیبای پرو حضور داشت و در کارگاه دانیل هرناندز آموزش می‌دید. در سال ۱۹۲۲، درخواست انتقال به کارگاه خوزه سباگال را داد که در سال ۱۹۲۰ به‌عنوان استاد دستیار نقاشی منصوب شده بود.
خولیا با ورود به مدرسه ملی هنرهای زیبا (ENBA)، گروهی پنج‌نفره را با ترزا کاروالو، النا ایزکوئه (نقاشی)، کارمن ساکو (مجسمه‌سازی) و بئاتریس نویمن (عکاسی هنری) تشکیل داد. این زنان به نمایندگان جریان هنری نوظهوری تبدیل شدند که به‌عنوان اولین زنانی که به این مدرسه نوپا پیوستند، شناخته شدند.
در دهه ۱۹۲۰، خولیا کودسیدو یکی از برجسته‌ترین نمایندگان نقاشی بومی‌گرا بود و از جمله معدود زنانی به‌شمار می‌رفت که در مدرسه ملی هنرهای زیبای پرو ثبت‌نام کرده بودند.

## هنر
خولیا کودسیدو پس از اتمام تحصیلاتش در سال ۱۹۲۴، نخستین نمایشگاه انفرادی خود را در تالار آکادمی ملی موسیقی السدو در سال ۱۹۲۹ برگزار کرد. او به‌عنوان هنرمندی با «تمایل به بومی‌گرایی» توصیف شده است، که به‌واسطه طبیعت هنری و توانایی‌اش در ترکیب رنگ و طراحی در سبک بیان‌گرایانه‌اش متمایز بود.
دو سال بعد، آثار خود را در دانشگاه سن مارکوس در لیما، پرو به نمایش گذاشت. در سال ۱۹۳۱، پس از دستیار بودن در کارگاه سباگال، به‌عنوان استاد طراحی و نقاشی در مدرسه ملی هنرهای زیبای پرو منصوب شد.
در سال ۱۹۳۶، خولیا کودسیدو نخستین نمایش خود در ایالات متحده را در «استودیوهای دلفیک آلما رید» در شهر نیویورک برگزار کرد.
نقاشی‌های او با عناوین بازار و خرمن‌کوبی در آند بخشی از این نمایشگاه بودند.
در سال ۱۹۴۳، خولیا کودسیدو آثار خود را در مجموعه آمریکای لاتین موزه هنر مدرن به نمایش گذاشت.
او در سال ۱۹۵۳ به پاریس بازگشت و در «پتیت پالاس» به همراه هنرمند بولیویایی، مارینا نونیز دل پرادو، و مجسمه‌ساز برزیلی، ایرنه آرنائو، آثار خود را به نمایش گذاشت. کودسیدو همچنین در نمایشگاه‌های گروهی و انفرادی متعددی شرکت کرد. در سال ۱۹۵۹، دوباره در موزه هنر مدرن نمایشگاهی برگزار کرد.
سبک اکسپرسیونیستی خولیا کودسیدو، همراه با استفاده خلاقانه از رنگ و طراحی، و تأثیر شدید فرهنگ بومی پرو در آثارش، باعث تمایز او از دیگر هنرمندان هم‌عصرش شد. رویکرد او به پرسپکتیو و حس قوی او در استفاده از رنگ، آثارش را از نگاه دیگر هنرمندان به‌عنوان «تزیینی» توصیف کرده است.
تحقیقات و علاقه کودسیدو به فرهنگ بومی پرو در هنرهایش، در سال‌های بعد به رویکردی مدرن تبدیل شد، به‌طوری که او به سوی انتزاع گرایش پیدا کرد.